# Leibniz-Institut für Plasmaforschung und Technologie
Das Leibniz-Institut für Plasmaforschung und Technologie e. V. (INP) ist ein außeruniversitäres Forschungsinstitut mit Sitz in der Universitäts- und Hansestadt Greifswald in Mecklenburg-Vorpommern. Es ist ein eingetragener Verein (e. V.). und gehört weltweit zu den führenden Forschungsinstituten im Bereich physikalischer Plasmen sowie deren Grundlagen und technischer Anwendungen. Nebenstandorte gibt es an der Universität Rostock sowie in Karlsburg mit dem Kompetenzzentrum Diabetes Karlsburg.
Finanziert wird das Leibniz-Institut für Plasmaforschung und Technologie paritätisch durch den Bund und das Land Mecklenburg-Vorpommern sowie kompetitiv eingeworbener Drittmittel. Das Gesamtbudget betrug im Jahr 2019 etwa 19,8 Millionen Euro.
Die fachliche Zuständigkeit liegt in Mecklenburg-Vorpommern beim Ministerium für Bildung, Wissenschaft und Kultur sowie beim Bund beim Bundesministerium für Bildung und Forschung.
Mit mehr als zweihundert wissenschaftlichen Mitarbeitenden und Fachkräften aus allen technischen und naturwissenschaftlichen Bereichen ist das INP Greifswald die größte außeruniversitäre Forschungseinrichtung zu Niedertemperaturplasmen in Europa. Neben der anwendungsorientierten Grundlagenforschung fördert das INP die Entwicklung plasmagestützter Verfahren und Produkte. Das Institut betreibt Forschung und Entwicklung von der Idee zum Prototyp.

## Organisation und Forschung
Derzeit stehen am INP Plasmen für Materialien und Energie, Umwelt und Gesundheit im Mittelpunkt des Forschungsinteresses. Den zwei Forschungsbereichen sind jeweils drei Forschungsschwerpunkte untergeordnet, die abhängig von ihrem jeweiligen Schwerpunkt entsprechende Projekte bearbeiten. Organisatorisch und personell gliedert sich das INP in acht wissenschaftliche Organisationseinheiten plus vier weitere Forschergruppen sowie drei Nachwuchsforschergruppen.

## Forschungstransfer
Das INP betreibt nicht nur anwendungsorientierte Grundlagenforschung, sondern bezieht die Forschungsergebnisse gezielt in anwendungsorientierte Projekte ein. Für anwendungsrelevante Themenstellungen, die wirtschaftlich von Interesse sind, stellt das INP sein Wissen als Forschungspartner oder Dienstleister Industriepartnern zur Verfügung. Als erstes Leibniz-Institut hat das INP 2005 eine eigene Firma, die neoplas GmbH, ausgegründet. Es folgten in den vergangenen Jahren weitere Unternehmen, die bis heute alle noch auf dem Markt aktiv sind.
- neoplas control GmbH (gegr. 2006)
- neoplas med GmbH (gegr. 2009)
- coldplasmatech GmbH (gegr. 2015)
- Nebula Biocides GmbH (gegr. 2019)

## Geschichte
Historisch geht das INP auf die „Forschungsstelle für Gasentladungsphysik“ zurück, die Paul Schulz 1946 in Greifswald gründete. Aus ihr entstand 1950 das zur Akademie der Wissenschaften der DDR gehörende „Institut für Gasentladungsphysik“. Seit 1969 war es ein Teil des „Zentralinstituts für Elektronenphysik“ der DDR.
Nach der deutschen Wiedervereinigung 1990 wurde das „Zentralinstitut für Elektronenphysik“ gemäß dem Einigungsvertrag, wie alle anderen Institute der Akademie der Wissenschaften im Osten Deutschlands, zum 31. Dezember 1991 aufgelöst. Auf der Grundlage der Evaluation der Forschungsleistungen empfahl der Wissenschaftsrat die Gründung eines neuen Instituts.
Das INP wurde am 1. Januar 1992 als Institut für Niedertemperatur Plasmaphysik (INP) gegründet und gehörte von Beginn an zur Wissenschaftsgemeinschaft Gottfried Wilhelm Leibniz.
Am 1. Juni 2017 benannte sich das INP in „Leibniz-Institut für Plasmaforschung und Technologie e. V.“ (INP) um.

## Standorte
Hauptstandort des INP ist die Universitäts- und Hansestadt Greifswald. Aufgrund des stetigen Ausbaus seiner Kooperationen gibt es mittlerweile zwei Nebenstandorte in Karlsburg sowie in der Hanse- und Universitätsstadt Rostock. Das INP besetzte gemeinsam mit der Universität Rostock drei Professuren und betreibt verschiedene Forschungslabore in Rostock.
2016 entstand am Standort Karlsburg gemeinsam mit der Klinikgruppe Dr. Guth GmbH & Co. KG das Kompetenzzentrum „Diabetes Karlsburg“ (KDK). Auf dem Gelände des Klinikums in Karlsburg befinden sich seitdem Laborräume, in denen Produktideen direkt im Klinikalltag entwickelt und getestet werden.

## Großprojekte
Gemeinsam mit weiteren Forschungspartnern und gefördert durch öffentliche Mittel forscht das INP an verschiedenen Großprojekten.
- Campfire: Das Konzept CAMPFIRE wurde gemeinsam mit der Hochschule Stralsund und dem Institut für Klimaschutz, Energie und Mobilität entwickelt. Es forscht an neuen Technologien für die dezentrale Erzeugung von Ammoniak aus erneuerbaren Energien und dessen Verwertung als Energieträger für eine emissionsfreie maritime Mobilität. Es wird gefördert mit Mitteln des Bundesministeriums für Bildung und Forschung.
- Physics for Food: Das Projekt "Physics for Food – Eine Region denkt um!" forscht an neuen physikalischen Technologien für eine umweltfreundlichere Landwirtschaft und Ernährungswirtschaft. Es wurde gemeinsam mit der Hochschule Neubrandenburg initiiert und wird mit Mitteln des Bundesministeriums für Bildung und Forschung gefördert.
- Zentrum für Innovationskompetenz (ZIK) plasmatis: Das im Dezember 2009 gestartete Zentrum für Innovationskompetenz (ZIK) plasmatis dient der interdisziplinären Grundlagenforschung im Bereich Plasmamedizin. Es kombiniert die Disziplinen Biochemie, Pharmazie, Biologie und Physik und wird mit Mitteln des Bundesministeriums für Bildung und Forschung gefördert.
- HiPowAR: Im Projekt HiPowAR wird ein neuartiger Membranreaktor für die effiziente Energieerzeugung aus Ammoniak entwickelt, der als synthetischer Kraftstoff ohne CO2-Emissionen dient. Der entwickelte Membranreaktor basiert auf einer MIEC (Mixed Ionic Electronic Conductor) Membran und erreicht im Vergleich zu Verbrennungskraftmaschinen und Dampferzeugern höhere Effizienzen in der Energiewandlung. Das Projekt wird mit Mitteln der Europäischen Union gefördert.